# Jean-Pierre Leloir
Jean-Pierre Leloir (* 27. Juni 1931 in Paris; † 20. Dezember 2010 in Paris) war ein französischer Fotograf, der vor allem den Musik- und Theaterbereich seit den 1950er Jahren dokumentierte.
Leloir erhielt direkt nach der Befreiung von Paris einen Fotoapparat. Als Musikfan entschied er sich 1949 gegen eine Ausbildung. Er erstellte insbesondere in den 1950er und 1960er Jahren Porträts zahlreicher Künstler, fotografierte aber auch auf Konzerten und Proben. Seit 1951 arbeitete er im Auftrag für Zeitschriften wie Jazz Hot, Jazz Magazine oder Rock & Folk, aber auch für Tageszeitungen und Wochenmagazine sowie unterschiedliche Plattenlabel. Fotos von ihm illustrieren mehr als 1000 Tonträger. 1969 gelang es ihm, Jacques Brel, Georges Brassens und Léo Ferré für eine Fotosession zu vereinen. In den letzten Jahren seiner Karriere veröffentlichte er mehrere Bildbände mit seinen Fotos. Wenige Monate vor seinem Tod, im Januar 2010, wurde er mit dem Ordre des Arts et des Lettres geehrt. Postum wurden im Leloir Project 100 Jazzalben neu mit Titelfotos von ihm in einer limitierten Auflage herausgegeben.

## Schriften
- Jazz me blues: Interviews et portraits de musiciens de jazz et de blues mit François Postif (Text). Outre mesure, 1999 (2. Aufl.), 448 S., ISBN=978-2-9078-9116-5 (ausgezeichnet mit dem Prix Charles Delaunay)
- Brel, Brassens, Ferré: Trois hommes dans un salon, mit François-René Cristiani (Text). Fayard, 2003, ISBN=978-2-7028-5943-8
- Brel par Leloir, mit Gilles Verlant (Text). Êditions Fetjaine / La Martinière, 2008, ISBN=978-2-3542-5100-0
- Johnny sixties, mit Gilles Verlant (Text). Êditions Fetjaine / La Martinière, 2009, 128 S., ISBN=978-2-3542-5135-2
- Instants de grâce, mit Cavanna (Text). Êditions Fetjaine / La Martinière, 2010, 112 S., ISBN=978-2-3542-5197-0
- Portraits Jazz, mit Stéphane Koechlin (Text). Êditions Fetjaine / La Martinière, 2010, 124 S., SBN=978-2-3542-5198-7
- Portraits de la chanson française, mit Gilles Verlant (Text). Êditions Fetjaine 2012, 288 S., ISBN=978-2354252748
- Jazzick, mit Michel Leeb (Text). Coédition Chêne, 2016, ISBN=978-2-8512-0867-5